# Bridge Protocol Data Unit
ang. Bridge Protocol Data Units (BPDUs) – określenie ramki używanej w protokole drzewa rozpinającego. 
Przełączniki wysyłają komunikaty nazywane jednostkami BPDU (Bridge Protocol Data Unit) umożliwiające utworzenie topologii logicznej bez pętli. Jednostki BPDU są odbierane nawet na zablokowanych portach. Zapewnia to możliwość wyliczenia nowego drzewa opinającego w przypadku awarii urządzenia lub ścieżki aktywnej.
Jednostki BPDU zawierają informacje, dzięki którym przełączniki mogą wykonywać określone zadania:
- Wybrać jeden przełącznik główny, który będzie pełnił rolę korzenia drzewa opinającego.
- Obliczyć najkrótszą ścieżkę od danego przełącznika do przełącznika głównego.
- W każdym segmencie sieci lokalnej wyznaczyć przełącznik, który w topologii będzie najbliżej przełącznika głównego. Przełącznik ten jest nazywany przełącznikiem wyznaczonym (ang. designated switch). Przełącznik wyznaczony obsługuje całą komunikację między daną siecią lokalną a mostem głównym.
- Wybrać jeden ze swoich portów jako port główny (dla każdego przełącznika oprócz przełącznika głównego). Jest to interfejs, przez który prowadzi najlepsza ścieżkę do przełącznika głównego.
- Wybrać porty, które są częściami drzewa rozpinającego. Te porty noszą nazwę portów wyznaczonych (designated ports). Porty inne niż porty wyznaczone są blokowane.

W przełącznikach rozsyłana jest ramka BPDU za pomocą unikalnego adresu MAC, na adres multicastowy 01:80:C2:00:00:00.

## Nowy format BPDU
Wprowadzony został nowy format BPDU, który zawiera dodatkowe pole na bitowe flagi o statusie portu i fazie negocjacji. Dodatkowo zmianie uległa zasada wysyłania BPDU – w RSTP wszystkie przełączniki wysyłają BPDU co ustalony interwał czasu hello time, nawet gdy nic nie dostają od przełącznika Root. Jest to jednocześnie mechanizm keep alive między przełącznikami – w przypadku braku trzech z rzędu komunikatów BPDU przełącznik uznaje, że utracił połączenie z sąsiadem.